# Ніклаус Шрадін
Ніклаус Шрадін (нім. Niklaus Schradin або Nicolaus Schradin; близько 1470, Алленсбах — між 14 лютого 1506 та 1518, Люцерн) — швейцарський хроніст, писар канцелярії абатства Санкт-Галлена та міської ради Люцерна, автор «Хроніки Швабської війни» (1500), першої історичної праці, виданої у Швейцарії.

## Біографія
Походження точно не встановлено, народився близько 1470 року в Алленсбасі на Боденському озері. Гіпотеза швейцарського історика ХІХ століття Вольфганга Фрідріха Мюлінена про походження його з Ройтлінгена (Баден-Вюртемберг) не знайшла переконливих доказів. Вперше згадано в документах бенедиктинського абатства Святого Галла в Санкт-Галлені у вересні 1491 року як писаря монастирської канцелярії. Мабуть, освіту здобув у цій же обителі.
1499 року вважався в Санкт-Галлені нотаріусом, у квітні 1500 року переїхав до Люцерна, в червні поступив там на службу помічником міського писаря, а від 1503 року став третім писарем місцевої міської ради. 14 квітня 1505 року став громадянином Люцерна. Обіймав посаду до 14 лютого 1506 року, після чого сліди його губляться.
Помер не пізніше 1518 року, коли вдова його Анна Гізін, уроджена Вагнерін, замовила за ним поминальну службу в люцернській францисканській Церкві Босоногих. Твердження, що зустрічалося раніше, що він був живим ще 1531 року і вважався в Люцерні господарем готелю «У ведмедя», нині більшість дослідників відкинули.

## Твори
Автор римованої «Хроніки Швабської війни» (нім. Chronik des Schwabenkriegs), в основу якої покладено прозову хроніку цього конфлікту, що належить перу його колеги за канцелярією Санкт-Галлена Каспара Фрея. Крім твору останнього, Шрадін, без сумніву, використав усні оповіді очевидців та учасників воєнних дій.
Написана між жовтнем і груднем 1499 року верхньоалеманським діалектом ранньонововерхньонімецкої мови і складена з 1292 віршів із прозовими вставками, хроніка Шрадіна докладно описує практично всі події війни швейцарських кантонів зі Швабським союзом, який підтримав імператор Священної Римської імпрерії Максиміліан I, включно з історичними битвами при Гарді 22 лютого, при Швадерло 11 квітня, при Дорнаху 11 липня 1499 року тощо.
У передісторії війни Шрадін, зокрема, викладає, очевидно, запозичену ним із «Хроніки Старої Цюрихської війни» Ганса Фрюнда (1447) і «Штреттлізької хроніки» Елогія Кібургера (1487) розхожу легенду про шведське походження населення кантону Швіц, який став ядром майбутньої конфедерації.
Вперше хроніку Шрадіна видано 1 вересня 1500 року в Зурзее (кантон Люцерн) і проілюстровано 42 гравюрами на дереві, присвяченими історії всіх десяти (на той час) кантонів Швейцарського союзу. Раніше помилково стверджувалося, що її надрукували ще 14 січня 1500 року, напередодні свята Антонія Великого, як це здавалося з колофону, проте нині прийнято вважати, що на той час автор ще перебував на службі в Санкт-Галлені і не міг перебувати в Люцерні, зазначене ж свято насправді є днем св. Антонія Апамейського, який того року відзначали у Констанцькій єпархії 2 вересня.
Ім'я видавця хроніки в Зурзее досі не встановлено; хоча використаний у публікації стиль друку характерний для друкарні базельського видавця Міхеля Фюртера, а монограма «DS» на 42 гравюрах, що її прикрасили, нагадує роботи майстрів, які також працювали в Базелі після Альбрехта Дюрера.
«Хроніка Швабської війни» Шрадіна мала авторитет у сучасників, її використали кілька пізніших швейцарських літописців, зокрема, Петерманн Еттерлін у «Хроніці Швейцарської конфедерації» (1507), Диболд Шиллінг Молодший у «Люцернській хроніці», Йоганн Штумпф у «Швейцарській хроніці» (1548) тощо.
Як перший надрукований у Швейцарії історичний твір, хроніка Шрадіна свідчить про безумовне зростання національної історичної свідомості, хоча відверто реакційні погляди та професійні симпатії її автора викликали гостру критику з боку сучасників, наприклад, страсбурзького гуманіста Якоба Вімпфелінґа.
Збереглося щонайменше 12 примірників першого видання хроніки, 6 із яких зберігаються у зібраннях публічних бібліотек Швейцарії.

## Видання
- Nikolaus Schradin. Schweizer Chronik. Surse 1500. Faksimile Neudruck, cur. E. Weil. — München: Harro Jessen, 1927.